# Autobahnkreuz Moers
Das Autobahnkreuz Moers (Abkürzung: AK Moers; Kurzform: Kreuz Moers) ist ein Autobahnkreuz in Nordrhein-Westfalen in der Metropolregion Rhein-Ruhr. Es verbindet die Bundesautobahn 40 (Ruhrschnellweg; E 34) mit der Bundesautobahn 57 (Trans-Niederrhein-Magistrale; E 31).

## Geografie
Das Autobahnkreuz liegt auf dem Stadtgebiet der Großstadt Moers im Kreis Wesel. Nächstgelegene Stadtteile sind Achterberg, Bettenkamp, Holderberg, Hülsdonk und Vinn. Umliegende Städte sind Neukirchen-Vluyn und Duisburg. Es befindet sich etwa 25 km nordwestlich von Düsseldorf, etwa 10 km westlich von Duisburg und etwa 30 km östlich von Venlo.
Das Autobahnkreuz Moers trägt auf der A 40 die Anschlussstellennummer 8, auf der A 57 die Nummer 10.

## Bauform und Ausbauzustand
Beide Autobahnen sind vierstreifig ausgebaut. Alle Verbindungsrampen sind einspurig ausgeführt.
Das Autobahnkreuz wurde als Kleeblatt angelegt. Auf der A 40 bildet das Kreuz zusammen mit der AS Moers eine Doppelanschlussstelle.

## Verkehrsaufkommen
Das Kreuz wurde im Jahr 2015 täglich von rund 140.000 Fahrzeugen befahren.
| Von                        | Nach                     | Durchschnittliche tägliche Verkehrsstärke | Durchschnittliche tägliche Verkehrsstärke | Durchschnittliche tägliche Verkehrsstärke | Anteil Schwerlastverkehr | Anteil Schwerlastverkehr | Anteil Schwerlastverkehr |
| Von                        | Nach                     | 2005                                      | 2010                                      | 2015                                      | 2005                     | 2010                     | 2015                     |
| -------------------------- | ------------------------ | ----------------------------------------- | ----------------------------------------- | ----------------------------------------- | ------------------------ | ------------------------ | ------------------------ |
| AS Neukirchen-Vluyn (A 40) | AK Moers                 | 52.400                                    | 55.500                                    | 57.600                                    | 21,0 %                   | 19,7 %                   | 21,2 %                   |
| AK Moers                   | AS Moers (A 40)          | 72.100                                    | 83.200                                    | 74.900                                    | 15,9 %                   | 15,1 %                   | 14,0 %                   |
| AS Moers-Hülsdonk (A 57)   | AK Moers                 | 63.600                                    | 66.300                                    | 70.800                                    | 12,2 %                   | 11,3 %                   | 15,3 %                   |
| AK Moers                   | AS Moers-Kapellen (A 57) | 71.900                                    | 75.800                                    | 76.500                                    | 12,0 %                   | 11,6 %                   | 12,2 %                   |